# John Llewellyn Rhys-prijs
De John Llewellyn Rhys-prijs (Engels: John Llewellyn Rhys Prize) was een literatuurprijs die jaarlijks werd uitgereikt voor het beste Engelstalige literaire werk van een jonge auteur. De winnaar moest afkomstig zijn uit een land van het Gemenebest van Naties, vijfendertig jaar of jonger zijn en in de Engelse taal schrijven, en het werk moest zijn gepubliceerd in het Verenigd Koninkrijk. De John Llewellyn Rhys-prijs was de op een na oudste Britse literatuurprijs. Hij werd in 1942 ingevoerd door Jane Oliver, wier echtgenoot John Llewellyn Rhys een jonge schrijver was die in 1940 als piloot het leven liet aan boord van een bommenwerper.
De prijs leverde de winnaar tevens een geldsom op. Het prijzengeld bedroeg in 2010 vijfduizend pond voor de winnaar en vijfhonderd pond voor de tweede plaats. De Britse krant The Mail on Sunday fungeerde van 1987 tot 2002 als sponsor en werd in 2003 opgevolgd door de liefdadigheidsorganisatie Booktrust. Na 2010 is de prijs niet meer uitgereikt door een gebrek aan fondsen.

## Winnaars
- 1942: Michael Richey met Sunk by a Mine
- 1943: Morwenna Donnelly met Beauty for Ashes
- 1944: Alun Lewis met The Last Inspection
- 1945: James Aldridge met The Sea Eagle
- 1946: Oriel Malet met My Bird Sings
- 1947: Anne-Marie Walters met Moondrop to Gascony
- 1948: Richard Mason met The Wind Cannot Read
- 1949: Emma Smith met Maiden's Trip
- 1950: Kenneth Allsop met Adventure Lit Their Star
- 1951: Elizabeth Jane Howard met The Beautiful Visit
- 1952: geen uitreiking
- 1953: Rachel Trickett met The Return Home
- 1954: Tom Stacey met The Hostile Sun
- 1955: John Wiles met The Moon to Play With
- 1956: John Hearne met Voices Under the Window
- 1957: Ruskin Bond met The Room on the Roof
- 1958: V.S. Naipaul met The Mystic Masseur
- 1959: Dan Jacobson met A Long Way from London
- 1960: David Caute met At Fever Pitch
- 1961: David Storey met Flight into Camden
- 1962: Robert Rhodes James en Edward Lucie-Smith met An Introduction to the House of Commons respectievelijk A Tropical Childhood and Other Poems
- 1963: Peter Marshall met Two Lives
- 1964: Nell Dunn met Up the Junction
- 1965: Julian Mitchell met The White Father
- 1966: Margaret Drabble met The Millstone
- 1967: Anthony Masters met The Seahorse

- 1968: Angela Carter met The Magic Toyshop
- 1969: Melvyn Bragg met Without a City Wall
- 1970: Angus Calder met The People's War
- 1971: Shiva Naipaul met Fireflies
- 1972: Susan Hill met The Albatross
- 1973: Peter Smalley met A Warm Gun
- 1974: Hugh Fleetwood met The Girl Who Passed for Normal
- 1975: David Hare en Tim Jeal met Knuckle respectievelijk Cushing's Crusade
- 1976: geen uitreiking
- 1977: Richard Cork met Vorticism & Abstract Art in the First Machine Age
- 1978: A.N. Wilson met The Sweets of Pimlico
- 1979: Peter Boardman met The Shining Mountain
- 1980: Desmond Hogan met The Diamonds at the Bottom of the Sea
- 1981: A.N. Wilson met The Laird of Abbotsford
- 1982: William Boyd met An Ice-Cream War
- 1983: Lisa St Aubin de Terán met The Slow Train to Milan
- 1984: ?
- 1985: ?
- 1986: Tim Parks met Loving Roger
- 1987: Jeanette Winterson met The Passion
- 1988: Matthew Yorke met The March Fence
- 1989: Claire Harman met Sylvia Townsend Warner

- 1990: Ray Monk met Ludwig Wittenstein: The Duty of Genius
- 1991: A.L. Kennedy met Night Geometry and the Garscadden Trains
- 1992: Matthew Kneale met Sweet Thames
- 1993: Jason Goodwin met On Foot to the Golden Horn: A Walk to Istanbul
- 1994: Jonathan Coe met What a Carve Up!
- 1995: Melanie McGrath met Motel Nirvana
- 1996: Nicola Barker met Heading Inland
- 1997: Phil Whitaker met Eclipse of the Sun
- 1998: Peter Ho Davies met The Ugliest House in the World
- 1999: David Mitchell met Ghostwritten
- 2000: Edward Platt met Leadville
- 2001: Susanna Jones met The Earthquake Bird
- 2002: Mary Laven met Virgins of Venice[1]
- 2003: Charlotte Mendelson met Daughters of Jerusalem
- 2004: Jonathan Trigell met Boy A
- 2005: Uzodinma Iweala met Beasts of No Nation
- 2006/2007: Sarah Hall met The Carhullan Army
- 2008: Henry Hitchings met The Secret Life of Words
- 2009: Evie Wyld met After the Fire, A Still Small Voice
- 2010: Amy Sackville met The Still Point